# Trist
Trist is een Tsjechische blackmetalband uit Olomouc met doommetalinvloeden die is opgericht in 2003. De band is een van de weinige Tsjechische bands die ook buiten Oost-Europa wist door te breken in de blackmetalwereld.

## Biografie
De band werd gevormd door 'Trist' in 2003. Iets later voegde P. zich bij de band waarna hij de drums verzorgde op het eerste en laatste album. Naast 'Trist' en P. zijn er nog twee andere personen betrokken maar hun bijdrage is zeer beperkt geweest.
Trist speelde aanvankelijk rauwe blackmetal maar creëerde al vrij snel een eigen stijl die richting suicidal black metal en doommetal ging. Met (veelal) lange, monotone,melancholische en depressieve nummers met een zeer sterke sfeer werd Trist al vrij snel bekend in de wereld van "suicidal/depressive blackmetal" en met het album "Zrcadlení melancholie" werd de meeste populariteit bereikt. Daarnaast is dit album meermaals uitgeroepen tot een van de hoogtepunten uit de "suicidal/depressive blackmetal" wereld.
In 2007 kondigde 'Trist' aan dat hij niet zeker wist of er nog een nieuw album kwam. Later dat jaar werkte hij nog wel mee aan twee 'split albums' en ook in 2008 kwam er nog een 'split album' en een 'compilation album' uit. In 2009 maakte Trist bekend te stoppen met de band maar nog wel twee 'split albums' uit te brengen aangezien er nog twee niet eerder uitgebrachte nummers waren, "Citová deprivace" ("Emotional Deprivation") en "Život je bolest" ("Life is pain").
Trist heeft een tijdje in psychiatrisch ziekenhuis gezeten. Toen hij vrij kwam richtte hij samen met 'Kim' (Hypothermia, Kyla, Lifelover) de band 'Life is Pain' op, waaronder ze een album (Bloody Melancholy) uitbrachten. Trist heeft daarnaast nog een band, Funeral of my Soul en verzorgde in de begindagen van de band Deep-pression de vocalen en instrumenten daarvan.
Op 25 oktober 2008 maakte Trist bekend dat hij jammer vond dat hij heeft meegewerkt aan de Trist/Kaxur/Holomráz split omdat hij er pas later achter kwam dat Kaxur (deels) een "National Socialistic Blackmetal" band is. Het officiële bericht meldde onder andere dat hij en Klat Ba (Holmoráz) de split besloten zonder met de band bekend te zijn.

## Stijl en thematiek
De thema's gaan voornamelijk over melancholie, pijn, negativiteit en donkere abstracte thema's. Alle teksten zijn Tsjechisch.
De stijl van de Trist is vrij snel geëvolueerd van rauwe blackmetal (de eerste demo) naar de stijl die Trist bekend maakte. Deze stijl herkent zich door lange nummers (enkele in de twintig minuten) en een monotone depressieve melodie, gitaren die gedegradeerd zijn tot een soort (zachte) ruis en een zeer op de achtergrond geplaatste bas en af en toe een enkele synthesizertoon. Het zangwerk bestaat uit losse kreten die weg hebben van schelle pijnkreten, verspreid doorheen het nummer. Ook wordt de verandering in de melodie nooit aangekondigd maar de nummers veranderen geleidelijk, zonder duidelijke overgang. Echter, deze overgangen en kleine veranderingen zorgen ervoor dat de muziek nooit saai wordt en toch de aandacht en de sfeer vast blijft houden. Daar komt bij dat door de herhaling van de melodie en een blijvend rustig ritme de zang niet samenvalt met de muziek maar hier eigenlijk los van staat. De muziek dient sterk als sfeer met de teksten die hier in vlagen doorheen komen. Deze stijl maakt de muziek rustig, melancholiek, depressief maar voor velen ook zeer moeilijk luisterbaar.

## Bezetting
- Trist - Alle instrumenten, zang, teksten.

Daarnaast zijn er drie ex-leden:
- P. - Drums op de albums Stíny en Zrcadlení melancholie.
- Klat Ba - Intro en vocalen bij de demo Prach Nesvìta.
- Insun - Sessie gitarist voor de twee optredens die Trist ooit gegeven heeft.

## Uitgaven
- 2004 - Do tmy žalu i nicoty - (demo)
- 2005 - Z kraje mrtvých stínù - (split met Holomráz)
- 2005 - Prach nesvěta - (demo)
- 2005 - Říjen pod mlhou - (demo)
- 2005 - Pustota - (demo)
- 2006 - Stíny
- 2007 - Sebevražední andělé
- 2007 - Trist / Kaxur / Holomráz - (split)
- 2007 - Slunce v snovém kraji, rozplývání, echa... - (35:02 minuten durend 'ambient'-nummer, nooit uitgebracht)
- 2007 - Zrcadlení melancholie
- 2007 - Korium / Trist - (split)
- 2007 - Black Veils - (split met Through the Pain)
- 2008 - Split LP - (split met Grimnir, Regnum en Hypothermia)
- 2008 - Zjitřená bolest - (Compilation)
- 2009 - Ve snech nekrvácím - (Demo)
- 2009 - Za hranicí skutečnosti - (EP)

In mei 2008 werden er 50 T-shirts uitgebracht met de hoes van het album Zrcadlení melancholie. Via het label "De Tenebrarum Principio" werden nieuwe T-shirts ontworpen.

## Nevenprojecten

### Life is Pain
Life is Pain werd opgericht in 2006 door Trist en Kim (Hypothermia, Kyla) toen Trist uit het psychiatrisch ziekenhuis kwam. Tijdens zijn verblijf in het ziekenhuis schreef Trist een drietal teksten, die gebruikt werden voor hun enige muziekuitgave, getiteld "Bloody Melancholy". Trist verzorgde hiervoor alle instrumenten en Kim deed de zangpartij.
"Bloody Melancholy" wordt voor velen gezien als een van de beste werken binnen de 'suicidal/depressive blackmetal', ondanks zijn korte speelduur (3 nummers, 24:01 min). Het album (door de band gezien als demo) is uitgebracht op cd in een beperkte oplage van 500 exemplaren. De band is opgeheven.
Bloody Melancholy
- Oppressive Nights in Mental Asylum - 07:41
- Bloody Melancholy - 06:21
- Negativity - 09:59

### Funeral of my Soul
Trist vormde Funeral of my Soul in 2007, enkel vanwege een splitalbum met de Tsjechische funeraldoommetalband Mistress of the Dead. De oplage van het album, getiteld Funeral Within Us, bedroeg slechts 100 met de hand genummerde exemplaren en kwam uit op CD-R in een A5-DVD-box. Trist verzorgde de zang en instrumenten voor dit project. Nadat het album verschenen was, zette Trist het project stop.
Beide bands schreven één nummer voor het album. Echter, de lengte van het album bedraagt 42:52 min. Track 01 is van Mistress of the Dead en track 02 is van Funeral of my Soul.
Funeral Within Us
- Reflection of Red Rose in the Black Marble Tombstone Beside her Face - 18:31
- Funeral of my Soul - 24:21

### Deep-Pression
Deep-Pression werd in 2006 opgericht door Trist en RH-, waarbij Trist alle zang en instrumenten verzorgde en RH- zorgde voor het artwork en de teksten. Met deze bezetting werd in 2006 het album I Walk the Life in Depression uitgebracht, dat slechts één nummer bevatte, het 31:49 minuten durende nummer "I Walk the Life in Depression".
In de hierna verschenen muziek speelde Trist enkel nog gitaar. In 2007 werd het album The Critical State of Loneliness uitgebracht en daarna volgde nog een grote hoeveelheid splitalbums en singles. Trist verliet echter de band, waarna de blackmetal-doomband ook veel door ambient beïnvloed werd.